# Quadrastichus baadhoicus
Quadrastichus baadhoicus är en stekelart som beskrevs av Kostjukov 2000. Quadrastichus baadhoicus ingår i släktet Quadrastichus och familjen finglanssteklar. Inga underarter finns listade i Catalogue of Life.